# Spartak (rejon fiodorowski)
Spartak (ros. Спартак) – wieś (sieło) w Rosji, w obwodzie saratowskim, w rejonie fiodorowskim. W 2021 liczyła 523 mieszkańców.